# 특수부대: 스카이 헌터
《특수부대: 스카이 헌터》(空天猎, Sky Hunter)는 중국에서 제작된 리천 감독의 2017년 드라마, 액션, 전쟁 영화이다. 리천 등이 주연으로 출연하였다. 2017년 9월 29일 개봉되었다.

## 줄거리
줄거리는 테러리스트의 음모를 좌절시키고 인질극을 해결하는 엘리트 그룹의 중국 병사들에 초점을 두고 있다.

## 출연

### 주연
- 리천 : 우디 역
- 판빙빙 : 야리 역

### 조연
- 왕첸웬
- 리자항
- 조달
- 이신호